# Huaconada
La huaconada es una danza ritual Huanca que se representa en el pueblo de Mito, provincia de Concepción, región Junín, situada en la cordillera andina central del Perú. En 2010 fue proclamada por la UNESCO cómo "Patrimonio Cultural Inmaterial de la Humanidad".

## Festividad
Los tres primeros días del mes de enero de cada año, grupos de hombres enmascarados, denominados huacones, realizan en el centro del pueblo una serie de danzas coreografiadas. Los huacones representan el antiguo consejo de ancianos y se convierten en la máxima autoridad del pueblo mientras dura la huaconada. Ponen de relieve esta función tanto sus látigos, llamados “tronadores”, como sus máscaras de narices prominentes que evocan el pico del cóndor, criatura que representa el espíritu de las montañas sagradas. En la danza intervienen dos clases de huacones: los ancianos, vestidos con atuendos tradicionales y portadores de máscaras toscamente esculpidas que infunden respeto y miedo; y los más jóvenes, engalanados con indumentarias de colores y portadores de máscaras más trabajadas que expresan terror, tristeza o burla. Durante la huaconada, estos últimos realizan una serie de pasos de danza estrictamente limitados en torno a los ancianos que, debido a su edad, gozan de una mayor libertad para improvisar movimientos. Una orquesta toca diversos ritmos al compás de la “tinya”, un tamboril indígena. La huaconada, que es una síntesis de diversos elementos andinos y españoles, integra también nuevos elementos modernos. Solo pueden ser huacones los hombres de buena conducta y gran integridad moral. La danza se transmite tradicionalmente de padres a hijos y los vestidos y las máscaras se heredan. Actualmente se baila en muchos lugares del Perú pero es en los tres primeros días del año que se ve el esplendor de la danza en Mito y en Concepción y así se representa la danza huaconada...

## Patrimonio cultural intangible de la humanidad
La Huaconada es una danza ritual ejecutada en Mito, provincia de Concepción en los Andes peruanos.
Fue en la Quinta Sesión del Comité Intergubernamental (5.COM) realizada en Nairobi, Kenia, entre el 15 y el 19 de noviembre de 2010, lugar dónde se discutió y otorgó el 16 de noviembre de 2010 la nominación de Patrimonio Cultural Intangible de la Humanidad. Asimismo investigadores folkloristas, como Simeón Orellana Valeriano, expusieron los criterios que la UNESCO consideró para que la huaconada tuviera tal mención:

- La presencia fundamental de la máscara, por su antigüedad, por ser tallada utilizando madera de molle y del quishuar, árboles sagrados del mundo andino.
- El profundo simbolismo de la máscara, que representa un rostro híbrido, cuyo principal elemento que destaca es la nariz, la cual se asemeja al pico del cóndor que es un ave sagrada de la cosmogonía andina.
- La danza cuya antigüedad se remonta a más de 1500 años.
- La coreografía de la danza, destacando en ella el Cruce de tronadores, el Cuti-Cuti, el Inti Palpoy y el Anca Palpoy, figuras coreográficas con profundo significado ritual vinculadas a las costumbres sociales, económicas y religiosas del hombre miteño y andino.
- El control sobre la moral de la comunidad y del Ayllu, en la cual el látigo o “tronador” es el símbolo de esa autoridad y del poder que representa el Huacón, heredero del Consejo de ancianos prehispánico.
- La tradición oral. Todo el mensaje, la coreografía, la forma de tallar la máscara y la vestimenta son transmitidos de generación en generación, lo que significa una identidad colectiva y un orgullo por su tradición.
- La Ceremonia secreta y el Corta rabo. Este ritual también conlleva una profunda significación. Los ingresantes a la Sociedad de los Huacones son miteños con una trayectoria moral, que es el ejemplo para los jóvenes y niños, quienes desconocen la identidad de los huacones pero saben que son personajes a quienes hay que obedecer, respetar y que imponen su autoridad dentro de la sociedad miteña.